# Guglielmo di Gloucester
William FitzRobert (figlio di Roberto), in inglese William Fitz Robert, 2nd Earl of Gloucester (23 novembre 1112 – 23 novembre 1183) fu un nobile anglonormanno, secondo conte di Gloucester dal 1147 fino alla sua morte.

## Origine
Secondo il monaco e cronista normanno Guglielmo di Jumièges, era il figlio primogenito del futuro primo conte di Gloucester, Roberto di Caen e della signora di Gloucester e del Glamorgan, Mabel Fitzhamon, che ancora secondo Guglielmo di Jumièges, era la figlia primogenita ed erede di Robert Fitzhamon (? - † 1107), signore di Gloucester e del Glamorgan, e di Sibilla di Montgommery, che secondo il monaco e cronista inglese, Orderico Vitale, era figlia di Ruggero di Shrewsbury e di Mabel d'Alençon, che ancora secondo Guglielmo di Jumièges era la figlia di Guglielmo "Talvas" Signore d'Alençon e della moglie Hildeburga.
 Roberto di Caen, secondo Orderico Vitale, era figlio illegittimo del re d'Inghilterra e duca di Normandia, Enrico I Beauclerc; il monaco e cronista normanno Guglielmo di Jumièges, oltre che confermare che era figlio di Enrico I, precisa che era il primogenito, mentre la madre era presumibilmente una donna di Caen (in quanto Roberto era nato a Caen), di cui non si conoscono né il nome né gli ascendenti.

## Biografia

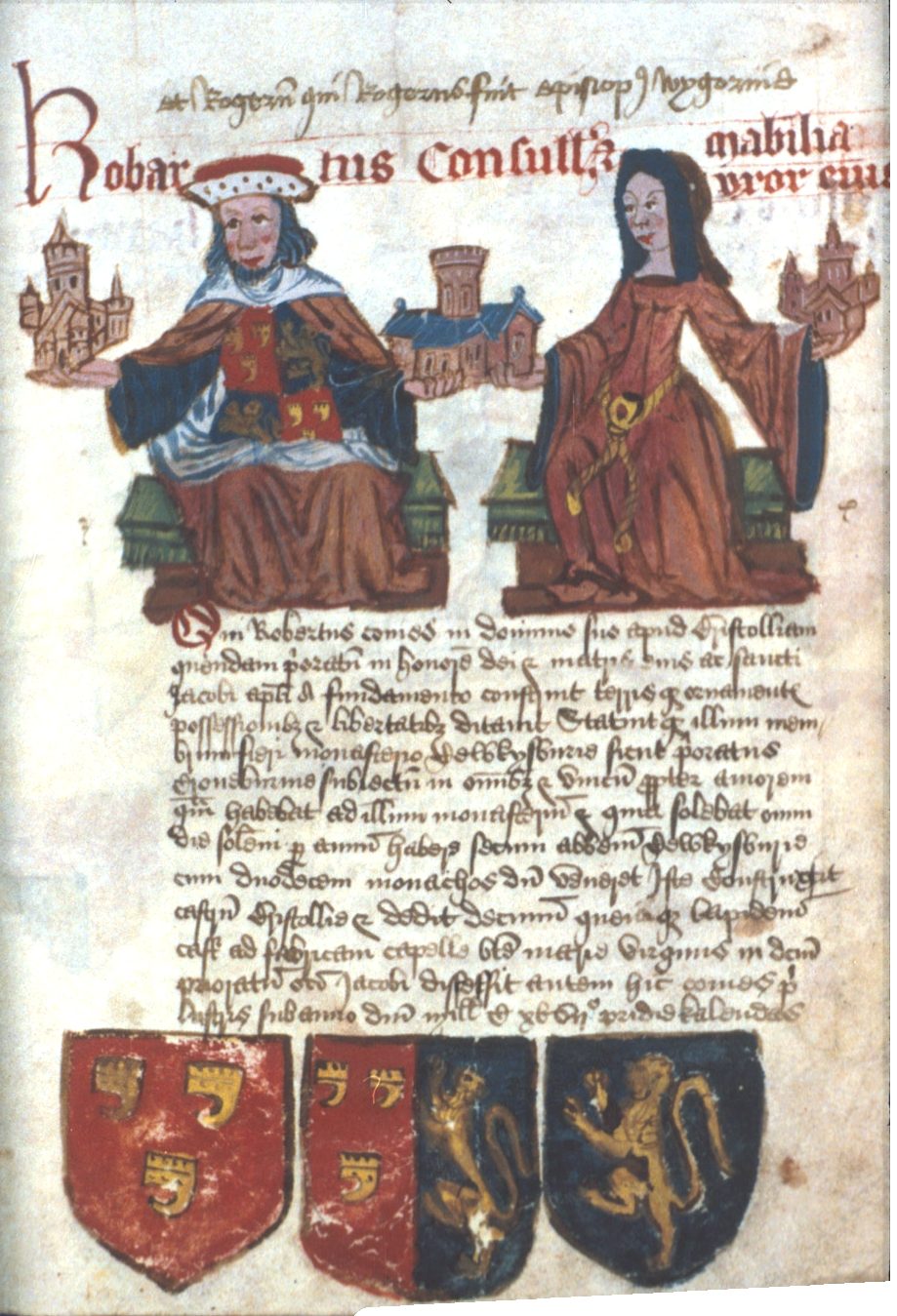
Robartus Consull et Mabilia uxor eius ("Roberto con la moglie, Mabel"). I genitori di Guglielmo sono raffigurati con le chiese e le abbazie che essi fondarono o ne furono benefattori, tra cui Tewkesbury Abbey. Tewkesbury Abbey Founders Book (c.1500-1525), Bodleian Library, Oxford

Secondo gli Annales de Waverleia Guglielmo era nato nella notte di San Clemente, il 23 novembre, stesso giorno in cui poi sarebbe morto al suo 71º compleanno.
Suo nonno, Enrico I Beauclerc, nel 1122, creò per il padre di Guglielmo, Roberto, la contea di Gloucester, che oltre al Gloucester comprende il Glamorgan, con il castello di Cardiff, in Galles, che sua madre Mabel aveva portato in dote. Grazie a questi territori, sommati alle proprietà (tra cui Évrecy) che deteneva in Normandia, suo padre, Roberto divenne uno dei conti più potenti del regno.
Nel 1125, la zia di Guglielmo, Matilde, figlia legittima di Enrico I, era rimasta vedova dell'imperatore germanico Enrico V. Enrico I, ancora senza eredi maschi, chiese alla figlia di rientrare in Inghilterra, la nominò sua erede e nel 1127 convocò un grande concilio con tutti i nobili laici ed ecclesiastici più importanti, tra cui suo cognato, Davide I di Scozia, suo nipote, Stefano di Blois (Matteo di Parigi afferma che Stefano fu il primo a giurare) e il suo primogenito, il padre di Guglielmo, Roberto di Gloucester. In occasione di questo concilio, Enrico I prese la decisione senza precedenti di far giurare ai suoi baroni che avrebbero accettato come regina la sua unica figlia legittima e quindi legittima erede.
Dopo la morte di Enrico I, i baroni non vollero rispettare il giuramento fatto, perché, nel frattempo Matilde si era sposata con Goffredo il Bello o Plantageneto, che nel frattempo era divenuto conte d'Angiò. Stefano di Blois, cugino di suo padre, Roberto e di sua zia, Matilde riuscì a farsi incoronare re d'Inghilterra.
Matilde non accettò il fatto compiuto e si oppose a Stefano, per la violazione del giuramento di fedeltà; suo padre, Roberto, che, nel 1136, aveva giurato fedeltà a Stefano, durante la campagna che Stefano condusse in Normandia , nel 1137, in seguito a dissapori avuti col cugino, si riavvicinò alla sorellastra, e, l'anno seguente si schierò apertamente con Matilde, appoggiandola nella guerra che seguì, tra lei e Stefano, conosciuta come l'“Anarchia (o guerra civile) inglese”.
Dal 1139, e, per tutto il corso della guerra, Roberto fu il comandante in capo delle truppe che combattevano per Matilde.
Anche Guglielmo prese parte ad alcune fasi della guerra: infatti, quando nel mese di settembre del 1141, in uno scontro avvenuto a Stockbridge (Hampshire), Roberto di Gloucester fu preso prigioniero dai fiamminghi di Guglielmo d'Ypres e tenuto prigioniero per due mesi nel castello di Rochester, secondo alcune testimonianze, anche Guglielmo fu fatto prigioniero assieme al padre e rinchiuso nel castello di Rochester, ed inoltre nei periodi che padre doveva trasferirsi in Normandia, lo sostituiva nel governo della contea.

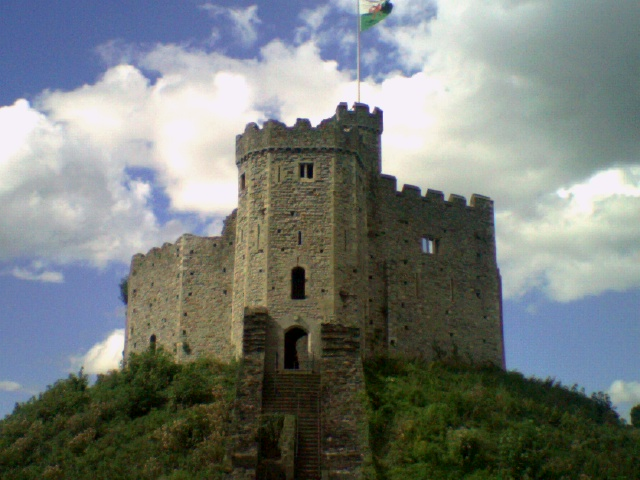
Il castello di Cardiff

Dopo aver tentato un disperato attacco a Farnham, nel Surrey, nell'estate del 1147, suo padre, Roberto si ritirò a Bristol, per riorganizzare le proprie forze. Ma colto da una malattia che gli aveva procurato una forte febbre, Roberto di Gloucester, il 31 ottobre del 1147, morì, come confermano anche le Gesta Stephani Regis II che scrivono che morì a Bristol e nella contea di Gloucester gli successe Guglielmo. Roberto fu tumulato nella chiesa di San Giacomo, da lui fatta costruire accanto alle mura del castello di Bristol.
Qualche mese dopo la sorellastra Matilde cedette i propri diritti al primogenito Enrico Plantageneto (il futuro Enrico II d'Inghilterra) e fece definitivamente ritorno in Normandia, perché senza Roberto non sarebbe stata in grado di guidare le sue truppe.
Dopo la morte del padre concesse a sua madre, Mabel, di governare le proprietà normanne della famiglia.
Verso il 1150, secondo il Dugdale Monasticon II, Tewkesbury Monastery, Gloucestershire I, Chronica de Fundatoribus et Fundatione Ecclesiæ Theokusburiæ, a p. 61 (non consultato), Guglielmo sposò Havisa di Beaumont (dopo il 1120 – 24 o 25 maggio 1197), figlia primogenita ed erede di Roberto di Beaumont, II conte di Leicester e Gran Giustiziere del Regno d'Inghilterra (1104 - † 1168) e della moglie, Amice di Gaël e di Montfort.
Sua madre, Mabel morì nel settembre 1157, come testimoniano gli Annales de Theokesberia e venne sepolta a Bristol accanto al marito a St. James Priory, una chiesa che loro stessi avevano fondato.
L'anno dopo, nel 1158, secondo gli Annales de Margan, il conte Guglielmo, fu fatto prigioniero dai Gallesi, quando si trovava nel suo castello di Cardiff, assieme alla moglie, Havisa.
Dopo il 1166, un documento del Registrum Roffense riporta una donazione fatta da Guglielmo e la moglie per l'anima del suo unico figlio maschio defunto.
La Chronique de Robert de Torigni, abbé du Mont-Saint-Michel, vol II, riporta la morte di Guglielmo nel 1183, confermando che morì senza eredi maschi, lasciando tre figlie, due sposate e la terza di cui si sarebbe occupato il re Enrico II d'Inghilterra, mentre riportano che morì il 23 novembre sia gli Annales de Margan (IX Kal Dec), che l'Ex Obituario Lirensis monasterii (23 Nov.); anche il Dugdale Monasticon II, Tewkesbury Monastery, Gloucestershire I, Chronica de Fundatoribus et Fundatione Ecclesiæ Theokusburiæ, a p. 61 (non consultato), oltre la morte di Guglielmo, riporta anche che fu tumulato nell'abbazia di Keynsham, nel Somerset.
Secondo il Complete Peerage V, pp. 687–688, il re d'Inghilterra, Enrico II, annesse al patrimonio reale sia la contea di Gloucester, che i territori annessi, disponendo che il titolo ed i territori, andassero alla terzogenita Isabella, al momento del suo matrimonio con Giovanni Senza Terra, l'ultimogenito del re (non consultata),

## Discendenza
Guglielmo ebbe quattro figli da Havisa, che sopravvisse al marito per circa 14 anni e morì, nel 1197, sia per gli Annales de Theokesberia che fissano il giorno 24 aprile (VIII Kal Mai, che per l'Ex Obituario Lirensis monasterii che fissano il giorno 25 maggio (25 Maii):
- Robert (Cardiff 1150 - Cardiff 1165), premorto ai genitori come da documento del Registrum Roffense[21];
- Mabel FitzRobert, che, secondo la Chronique de Robert de Torigni, abbé du Mont-Saint-Michel, vol II, dopo la morte del fratello Roberto, con l'approvazione di re Enrico II, verso il 1170, sposò il Conte di Évreux, Amalrico V di Montfort[28];
- Amice FitzRobert[22] (? -  † 1225), che secondo l'Anonymi Continuatio appendicis Roberti de Monte ad Sigebertum, aveva sposato Riccardo di Clare, III conte di Hertford[29], come conferma anche la Chronique de Robert de Torigni, abbé du Mont-Saint-Michel, vol II[30], da cui divorziò nel 1200 circa[15];
- Isabella FitzRobert[22][29] (prima del 1176 - 1217), contessa di Gloucester.

## Ascendenza
|                                          |                                 |                                                 | Genitori                         |  |  | Nonni |  |  | Bisnonni                      |  |  | Trisnonni                    |  |
|                                          |                                 |                                                 |                                  |  |  |       |  |  | Guglielmo I, re d'Inghilterra |  |  | Roberto I, duca di Normandia |  |
|                                          |                                 |                                                 |                                  |  |  |       |  |  | Guglielmo I, re d'Inghilterra |  |  | Roberto I, duca di Normandia |  |
|                                          |                                 | Herleva di Falaise                              |                                  |  |  |       |  |  | Guglielmo I, re d'Inghilterra |  |  |                              |  |
| Enrico I, re d'Inghilterra               |                                 |                                                 |                                  |  |  |       |  |  | Guglielmo I, re d'Inghilterra |  |  |                              |  |
|                                          |                                 | Matilde di Fiandra                              | Baldovino V, conte di Fiandra    |  |  |       |  |  |                               |  |  |                              |  |
|                                          |                                 | Matilde di Fiandra                              | Baldovino V, conte di Fiandra    |  |  |       |  |  |                               |  |  |                              |  |
|                                          |                                 | Matilde di Fiandra                              | Adele di Francia                 |  |  |       |  |  |                               |  |  |                              |  |
| Roberto, I conte di Gloucester           |                                 | Matilde di Fiandra                              |                                  |  |  |       |  |  |                               |  |  |                              |  |
|                                          |                                 | …                                               | …                                |  |  |       |  |  |                               |  |  |                              |  |
|                                          |                                 | …                                               | …                                |  |  |       |  |  |                               |  |  |                              |  |
|                                          |                                 | …                                               | …                                |  |  |       |  |  |                               |  |  |                              |  |
| …                                        |                                 | …                                               |                                  |  |  |       |  |  |                               |  |  |                              |  |
|                                          |                                 | …                                               | …                                |  |  |       |  |  |                               |  |  |                              |  |
|                                          |                                 | …                                               | …                                |  |  |       |  |  |                               |  |  |                              |  |
|                                          |                                 | …                                               | …                                |  |  |       |  |  |                               |  |  |                              |  |
| Guglielmo, II conte di Gloucester        |                                 | …                                               |                                  |  |  |       |  |  |                               |  |  |                              |  |
|                                          | Hamo Dapifer, sceriffo del Kent | Hamon Dentatus, signore di Torigni-sur-Vire     |                                  |  |  |       |  |  |                               |  |  |                              |  |
|                                          | Hamo Dapifer, sceriffo del Kent | Hamon Dentatus, signore di Torigni-sur-Vire     |                                  |  |  |       |  |  |                               |  |  |                              |  |
|                                          | Hamo Dapifer, sceriffo del Kent | …                                               |                                  |  |  |       |  |  |                               |  |  |                              |  |
| Roberto Fitzhamon, signore di Gloucester | Hamo Dapifer, sceriffo del Kent |                                                 |                                  |  |  |       |  |  |                               |  |  |                              |  |
|                                          |                                 | …                                               | …                                |  |  |       |  |  |                               |  |  |                              |  |
|                                          |                                 | …                                               | …                                |  |  |       |  |  |                               |  |  |                              |  |
|                                          |                                 | …                                               | …                                |  |  |       |  |  |                               |  |  |                              |  |
| Mabel Fitzhamon, signora di Gloucester   |                                 | …                                               |                                  |  |  |       |  |  |                               |  |  |                              |  |
|                                          |                                 | Ruggero II di Montgomery, I conte di Shrewsbury | Ruggero I, signore di Montgomery |  |  |       |  |  |                               |  |  |                              |  |
|                                          |                                 | Ruggero II di Montgomery, I conte di Shrewsbury | Ruggero I, signore di Montgomery |  |  |       |  |  |                               |  |  |                              |  |
|                                          |                                 | Ruggero II di Montgomery, I conte di Shrewsbury | Iosselina                        |  |  |       |  |  |                               |  |  |                              |  |
| Sibilla di Montgomery                    |                                 | Ruggero II di Montgomery, I conte di Shrewsbury |                                  |  |  |       |  |  |                               |  |  |                              |  |
|                                          |                                 | Mabel di Bellême, signora d'Alençon             | Guglielmo II, signore d'Alençon  |  |  |       |  |  |                               |  |  |                              |  |
|                                          |                                 | Mabel di Bellême, signora d'Alençon             | Guglielmo II, signore d'Alençon  |  |  |       |  |  |                               |  |  |                              |  |
|                                          |                                 | Mabel di Bellême, signora d'Alençon             | Ildeburga                        |  |  |       |  |  |                               |  |  |                              |  |
|                                          |                                 | Mabel di Bellême, signora d'Alençon             |                                  |  |  |       |  |  |                               |  |  |                              |  |

### Fonti primarie
- (LA)  Annales Monastici, Vol. I.
- (LA)  Recueil des historiens des Gaules et de la France. Tome 18.
- (LA)  Recueil des historiens des Gaules et de la France. Tome 23.
- (LA)  Annales monastici.
- (LA)  Regesta Regem Anglo-Normannorum, Vol. II.
- (LA)  Ordericus Vitalis, Historia Ecclesiastica, vol. II.
- (LA)  Ordericus Vitalis, Historia Ecclesiastica, vol. unicum.
- (EN)  The ecclesiastical history of England and Normandy, vol. II.
- (LA)  Matthæi Parisiensis, monachi Sancti Albani, Chronica majora, vol I.
- (LA)  Matthæi Parisiensis, monachi Sancti Albani, Chronica majora, vol II.
- (LA)  Gesta Stephani Regis II.
- (LA)  Chronique de Robert de Torigni, abbé du Mont-Saint-Michel, vol I.
- (LA)  Chronique de Robert de Torigni, abbé du Mont-Saint-Michel, vol II.
- (LA)  The Historical Works of Gervase of Canterbury, Vol. I.
- (LA)  Florentii Wigorniensis monachi Chronicon, Tomus II.
- (LA)  Guglielmo di Malmesbury, Gesta Regum Anglorum.
- (EN)  Chronicle of the Kings of England: From the Earliest Period to the Reign, of king William's children.
- (LA)  Historiæ Normannorum Scriptores Antiqui.

### Letteratura storiografica
- Louis Alphen, "La Francia: Luigi VI e Luigi VII (1108-1180)", cap. XVII, vol. V (Il trionfo del papato e lo sviluppo comunale) della Storia del mondo medievale, 1999, pp. 705–739
- William John Corbett, "L'evoluzione del ducato di Normandia e la conquista normanna dell'inghilterra", cap. I, vol. VI (Declino dell'impero e del papato e sviluppo degli stati nazionali) della Storia del Mondo Medievale, 1999, pp. 5–55.
- William John Corbett, "Inghilterra, 1087-1154", cap. II, vol. VI (Declino dell'impero e del papato e sviluppo degli stati nazionali) della Storia del Mondo Medievale, 1999, pp. 56–98.